# Monsieur Henri
Monsieur Henri est un roman de Pierre Charras publié le 1er avril 1994 au Mercure de France et ayant reçu le prix des Deux Magots l'année suivante.

## Éditions
- Monsieur Henri, Mercure de France, 1994  (ISBN 2-7152-1876-1).